# Trimusculus escondidus
Trimusculus escondidus is een slakkensoort uit de familie van de Ellobiidae. De wetenschappelijke naam van de soort is voor het eerst geldig gepubliceerd in 2009 door Poppe & Groh.